# Tchoukhloma
Tchoukhloma (en russe : Чухлома́) est une ville de l'oblast de Kostroma, en Russie, et le centre administratif du raïon de Tchoukhloma. Sa population s'élevait à 5 258 habitants en 2013.

## Géographie

### Situation
Tchoukhloma est situé dans le centre-ouest de l'oblast de Kostroma, oblast au nord-est de la capitale. L'oblast se trouve dans le nord de la Russie européenne, dans le district fédéral central. Moscou, qui est aussi la capitale du district, se trouve à 452 km au sud-ouest de la ville, la capitale du sujet Kostroma est à 149 km au sud-est, et Galitch à 46 km au sud. La ville de Vologda est à 168 km au nord-ouest de Tchoukhloma. 
La ville est l'une des plus isolées de l'oblast de Kostroma. La zone qui l'entoure est faiblement peuplée, avec une abondance notable de forêts.

### Hydrographie
La ville se trouve sur la rive du lac de Tchoukhloma, qui a comme émissaire la rivière Vioksa.

## Urbanisme

### Voies de communication et transports
La gare la plus proche est à 45 km de la ville.

## Histoire

### Préhistoire et peuplement
Les rives du lac de Tchoukholma sont habitées depuis longtemps par l'homme. Le site préhistorique le plus important est celui de Fiodorovskoïe, à l'autre bout du lac de Tchoukholma.
À la fin du IXe siècle commence la colonisation par les habitants de Novgorod des habitants de la région du lac de Tchoukhloma. Au Xe siècle, il existait probablement un village dans les environs du lac, qui se situait à l'emplacement actuel du monastère Saint-Abraham-de-Gorodets.

### Fondation et débuts
La date du moment où la ville sur la rive du lac a été déplacée de la rive occidentale vers la rive orientale du lac n'est pas connue. La date de fondation de la ville à son emplacement actuel aurait pu être 1362, mais n'est pas prouvée de manière certaine.
Le monastère Saint-Abraham-de-Gorodets a joué un rôle important dans l'histoire de la ville. Tchoukhloma est mentionnée pour la première fois dans une chronique de 1381.
La possad de Tchoukhloma faisait fonction de centre pour la région reculée, mais n'était pas non plus un endroit riche, le commerce n'étant pas florissant, et la ville n'ayant aucun artisanat particulier.

### XVeetXVIesiècles
Aux XVe et XVIe siècles, la ville n'a pas pu se développer à cause des raids d'ennemis de la Moscovie, les Tatars de Kazan et les Tchéremisses. 
Sous le règne d'Ivan le Terrible, la ville fut incluse dans l'opritchnina. En 1571, la ville et sa région subirent une terrible famine, et des villages alentour furent totalement dépeuplés.

### XVIIesiècle
Pendant la période du Temps des Troubles, qui fut chaotique à travers la Russie, avec de nombreux conflits, la ville, qui était néanmoins loin des grandes villes, n'échappa pas à la destruction. En plus, la ville participa à la milice populaire des villes du nord, et la ville envoya de nombreux hommes à la bataille de Kostroma et à celle du monastère d'Ipatiev (70 habitants de la ville sont morts à cette dernière bataille).
En 1615, juste après la fin du Temps des Troubles dans la région, la localité n'avait que 30 ménages, et ils étaient si appauvris qu'aucun d'eux n'était imposable. Entre 1613 et 1618, tous les villages de la région furent répartis entre différentes familles nobles russes (Familles Dolgoroukov, Kozlovski, Morozov, etc.). 

### Empire russe
Au XVIIIe siècle, les propriétaires terriens nobles de la région construisirent des domaines dans la ville, et occupèrent les plus importants postes administratifs de la ville. Parmi les familles d'alors qui jouaient un rôle important dans la vie locale, il y avait les Chipov, les Katenine, les Lermontov, les Maïkov, les Perfiliev et les Tcherevine.
Tchoukhloma a le statut de ville depuis 1778.

## Population
Recensements (*) ou estimations de la population
| 1856  | 1897* | 1926* | 1939* | 1959* | 1970* |
| ----- | ----- | ----- | ----- | ----- | ----- |
| 2 000 | 2 202 | 2 240 | 3 600 | 4 346 | 4 587 |

| 1979* | 1989* | 2002* | 2010* | 2012  | 2013  |
| ----- | ----- | ----- | ----- | ----- | ----- |
| 4 934 | 5 597 | 5 464 | 5 411 | 5 337 | 5 258 |

## Économie
L'économie de Tchoukhloma repose sur l'exploitation forestière et le travail du bois. La principale entreprise est : OAO Tchoulomski Lespromkhoz (ОАО "Чухломский леспромхоз") : bois d'œuvre.